# Нейт (дружина Пепі II)
Нейт — давньоєгипетська цариця, одна з головних дружин фараона Стародавнього царства Пепі II Неферкаре, який правив приблизно в період 2278 до н.е. – близько 2184 до н.е. Царицю Нейт назвали на честь богині, яка носить те саме ім'я Нейт.

## Сім'я
Вважається, що Нейт була дочкою фараона Пепі I та королеви Анхесенпепі I, тобто була тіткою і двоюрідною сестрою фараона Пепі II. Вона не може бути матір'ю фараона Меренра II. Існує легенда про царицю Нітокріс, яка, якщо вона дійсно існувала, могла бути дочкою Нейт.

## Титули
| n · t | R25 |

| n · t | R25 |

Її титули як царської дочки включають: дочка фараона (zȝt-nswt), дочка найстаршого фараона від його тіла (zȝt-nswt-smswt-n-ẖt.f), дочка найстаршого фараона від його тіла Меннефер-Мерір (zȝt-nswt-smswt-n-ẖt.f-mn-nfr-mry-rˁ) і Спадкова принцеса (jryt-pˁt), як дружина фараона вона використовувала титули: Дружина царя (hmt-nisw), Улюблена дружина царя Мен-анкх-Неферкаре (ḥmt-nsw mryt.f-mn-ˁnḫ-nfr-kȝ-rˁ), Велика похвала (wrt-ḥzwt), Велика одна з гетес-скіпетр (wrt-hetes), Та, яка бачить Гора та Сета (mȝȝt-ḥrw-stẖ), Попутниця Гора (ḫ t-ḥrw), Дружина та кохана Двох Дам (smȝyt-mry-nbty), Супутниця Гора (tjst- ḥrw), і супутник Гора (smrt-ḥrw).
Титул Нейт «Мати царя» (mwt-nswt) свідчить про те, що вона була матір'ю фараона.

## Поховання

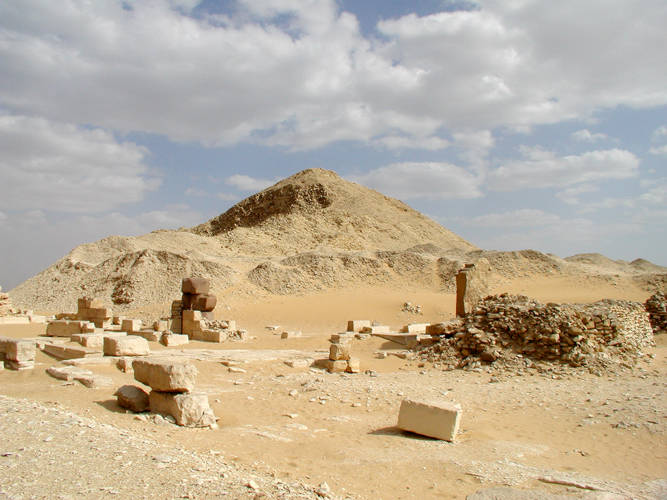
Піраміда Пепі II та менші піраміди для королев Нейт, Іпут II і Уджебтен.

З трьох невеликих комплексів пірамід, побудованих навколо головної піраміди Пепі II, будівля Нейт є найбільшою. Можливо, піраміда Нейт була першою, побудованою серед пірамід цариць, пов'язаних з Пепі II. Комплекс пірамід Нейт включав невеликий храм, супутникову піраміду та флот з шістнадцяти маленьких моделей дерев'яних човнів, похованих між головною та супутниковою пірамідами. Вхід до огородження фланкували два обеліски з написами. Похоронна камера Нейт була вписана текстами пірамід. Це друга відома поява цих текстів у піраміді цариці, першими були тексти Анхнесмеріри II. У похоронній камері знаходився саркофаг з червоного граніту (порожній) і скриня-каноп.

Останки, принаймні частина її мумії, були виявлені і зберігалися в медичній школі Каср-ель-Айні.

## Примітка
1. 1 2 3  Tyldesley, Joyce. Chronicle of the Queens of Egypt. p.61 — 63. Thames & Hudson. 2006. ISBN 0-500-05145-3
2. ↑  Verner, Miroslav. The Pyramids: The Mystery, Culture, and Science of Egypt's Great Monuments. Grove Press. 2001 (1997). ISBN 0-8021-3935-3, pg 359
3. 1 2  Dodson, Aidan; Hilton, Dyan (2004). The Complete Royal Families of Ancient Egypt. London: Thames & Hudson. ISBN 0-500-05128-3., p.77
4. ↑  Grajetzki, Ancient Egyptian Queens: A Hieroglyphic Dictionary, Golden House Publications, London, 2005, ISBN 978-0-9547218-9-3, p.25